# Ибн аль-Кутийя
Абу́ Бакр Муха́ммад ибн У́мар аль-Куртуби́, известный как Ибн аль-Кутийя (араб. ٳبن القوطية‎; ум. 6 ноября 977, Кордова) — арабский историк, поэт, филолог.

## Биография
Ибн аль-Кутийя родился и вырос в Севилье. Его имя, означающее «сын готской женщины», указывает на вестготское происхождение. Поселившись в Кордове, Ибн аль-Кутийя стал собирать информацию для своего главного труда «Тарих ифтитах аль-Андалус» («История завоевания Андалусии»), который является важным источником по истории народов Пиренейского полуострова от завоевания его арабами в начале VIII века до начала X века.

## Публикации
- Histoire de la conquête de l’Andalousie. — Éd. par M. O. Houdas. — Paris, 1889.
- Historia de la conquista de Espaca de Abenalcotнa el Cordobés trad, de D. J. Ribera. — Madrid, 1926.